# Důl Zofiówka
Důl Zofiówka [zofjuvka] (polsky Kopalnia Węgla Kamiennego „Zofiówka“, KWK Zofiówka) je činný černouhelný důl společnosti Jastrzębska Spółka Węglowa, která se nachází na okraji města Jastrzębie-Zdrój v okrese Jastrzębie-Zdrój ve Slezském vojvodství. V letech 1974 až 1990 nesl důl název Manifest Lipcowy (česky "Červencový manifest").

## Vznik dolu
Hloubení těžních jam dolu Zofiówka bylo zahájeno v roce 1962. Vznikl tak důl s jedním dobývacím patrem na hloubce 705 m a plánovanou denní těžbou 12 tisíc tun černého uhlí. Slavnostní zahájení těžby nového dolu proběhlo 4. prosince 1969.
V roce 1974 byl název dolu změněn na "Manifest Lipcowy". V témže roce je přímo v areálu dolu spuštěn první blok elektroteplárny.

## Bouřlivá 80. léta
V roce 1980 zahájili horníci tohoto dolu stávku. V krátké době se do stávky zapojují i další slezské doly a posléze se stávka mění na generální stávku v celém polském hornictví. Stávka byla ukončena 3. září 1980, kdy došlo na půdě dolu Zofiówka k podpisu tzv. „Jastřebského porozumění“ mezi polskou vládou a Mezipodnikovým stávkovým výborem.
V reakci na vojenský stav, který 13. prosince 1981 vyhlásil Wojciech Jaruzelski ve snaze zabránit aktivitám odborového svazu Solidarita, zahajují pracovníci dolu 14. prosince 1981 stávku. Poté je důl obsazen příslušníky tzv. Komendy Wojewódzkie Milicji Obywatelskiej (Vojvodské velení občanských milicí). Při tomto zásahu bylo zraněno 11 horníků a důl je následně prohlášen za vojenský objekt.
Další stávka propukla v srpnu 1988 a trvala 17 dní, což je nejdelší stávka v historii dolu.
V letech 1982 a 1984 došlo k restrukturalizaci dolu, který je nejdřív společně s dalšími 16 doly začleněn do tzv. Zrzeszenia Kopalń Węgla Kamiennego (Sdružení černouhelných dolů) se sídlem v Jastrzębi-Zdroji a poté do nově vytvořeného koncernu Rybnicko-Jastrzębskie Gwarectwo Węglowe (Rybnicko-jastřebský uhelný cech). Další změna v začlenění dolu proběhla v roce 1989, kdy se důl Manifest Lipcowy stává součástí podniku Przedsiębiorstwo Eksploatacji Węgla "Południe" (Podnik využití uhlí "Jih") Jastrzębie-Zdrój.

## 90. léta
V roce 1990 se název dolu změnil na původní "Zofiówka" a dochází k osamostatnění dolu ve formě státního podniku. V roce 1992 byla vypracována 2. etapa programu na zvýšení efektivnosti dolu. I proti realizaci tohoto programu vstupují zdejší horníci do stávky, která trvá od 14. prosince 1992 do 4. ledna 1993.
V roce 1993 vzniká státní akciová společnost Jastrzębska Spółka Węglowa S.A., do které je začleněn i důl Zofiówka.

## Důl v novém tisíciletí
V roce 2000 byla zahájena těžba na nově otevřeném patře v hloubce 900 metrů a důl tak nyní těží ve dvou patrech. Vzhledem k rostoucím teplotám horniny ve větších hloubkách jsou v místech, kde teplota překračuje 28 °C, instalována chladicí zařízení.
V roce 2003 bylo zlikvidováno patro na úrovni 705 m a důl od té doby těží pouze na patře v hloubce 900 m.

## Technické údaje
- Rozloha dobývacího prostoru: 16,4 km²
- Operativní zásoby uhlí: 87 mil. tun
- Průměrná denní těžba: 10 300 tun
- Důlní patra:
  - těžební: 900 m
  - ventilační: 580, 705 m